# Julien Alfred
Julien Alfred (Ciceron, Castries, 10 de juny de 2001) és una corredora de velocitat de Saint Lucia, campiona olímpica dels 100 m llisos a París 2024.
Va ser medallista de plata en els 100 metres als Jocs de la Commonwealth de 2022 i posseeix el rècord nord-americà dels 60 metres en pista coberta. Va guanyar la medalla d'or en els 60 metres al Campionat del Món d'Atletisme en pista coberta de 2024. Igualment, va ser la primera dona de la NCAA (National Collegiate Athletic Association) a trencar la barrera dels set segons en la cursa de 60 metres i és tres vegades campiona individual de la Divisió I de la NCAA.

## Biografia
Nascuda a la comunitat de Ciceron, al sud de Castries, Julien Alfred va assistir a la Leon Hess Comprehensive Secondary School entre el 2013 i el 2015, i posterior a l'escola secundària Saint Catherine, a Jamaica (2015-2018). Després va cursar una llicenciatura en Estudis sobre la Joventut i la Comunitat a la Universitat de Texas.
El 2015 Alfred va ser campiona sub-15 de Centreamèrica i del Carib el 2015. Tant aquell any com el 2017, va ser reconeguda com a Esportista Júnior de l'Any de Saint Lucia. Com a atleta júnior, va guanyar la cursa de 100 metres als Commonwealth Youth Games del 2017, que van celebrar a Nassau, i als Jocs Olímpics de la Joventut de 2018 de Buenos Aires va aconseguir la plata darrere de la nigeriana Rosemary Chukwuma.

### 2022
El 2022, Alfred va fer la millor actuació de la NCAA de tots els temps als 60 metres, als campionats coberts de la Divisió I de la NCAA, amb un temps de 7.04 s. Després, només amb 21 anys, es va convertir en una de les 30 dones més ràpides de la història amb una carrera de 10,81 s (+1,7 m/s) a les preliminars dels 100 metres del Campionat Big 12 Conference Lubbock, que va significar un rècord nacional i de campionat de Saint Lucia. També la va situar com la dona més ràpida de l'Organització dels Estats del Carib Oriental. En aquell moment, només sis dones del Carib havien corregut més ràpid, i a la regió NACAC únicament 17. El mateix mes va córrer amb 10,80 s, amb l'ajuda del vent (+2,2 m/s), a la ronda preliminar de l'oest de la NCAA, obtenint el temps més ràpid mai registrat sota qualsevol condició a l'esdeveniment. El 2022 va guanyar la cursa de 100 metres de la Divisió I del NCAA, amb un temps de 11.02 s (+0,2 m/s), completant una temporada universitària invicta en aquest esdeveniment. Corrent per la Universitat de Texas, es va convertir en la primera atleta de pista de Saint Lucia a guanyar un campionat de Divisió I, i només la segona a la general, després de la saltadora d'alçada Jeanelle Scheper. A continuació, va guanyar la cursa dels 100 metres als Jocs inaugurals del Carib a Les Abymes, en un temps d'11,07 segons (-0,2 m/s).

### 2023
El 25 de febrer de 2023, Alfred va batre per quarta vegada el rècord col·legiat i es va convertir en la primera dona de la NCAA a baixar menys de 7 segons en els 60 metres, amb un temps de 6,97 s als Big 12 Indoor Championships celebrats a Lubbock. El seu temps la va situar en vuitena posició a la llista mundial de tots els temps. També va aconseguir la segona marca universitària més ràpida de tots els temps als 200 metres, amb 22,26 s, només darrere d'Abby Steiner, per convertir-se en la quarta dona més ràpida de tots els temps. L'11 de març, al campionat NCCA Indoors d'Albuquerque, Alfred va millorar en aquests dos esdeveniments assolint un temps de 6,94 s i 22.01 s, respectivament, fet que la va situar al segon lloc a les dues llistes mundials de tots els temps. Tot i "el doble d'esprint en un dia més gran de la història", no va poder batre el rècord mundial dels 60 metres d'Irina Privalova del 1993 per dues centèsimes de segon, però igualava el rècord nord-americà d'Aleia Hobbs. Pel que fa als 200 metres, només Merlene Ottey, que tenia un rècord que es remuntava al 1993, havia estat més ràpida. Alfred va competir a la cursa de 100 metres al Memorial Istvan Gyulai, creuant la línia de meta amb un temps de 10,89 segons, que li donava la victòria sobre la velocista estatunidenca Sha'Carri Richardson. En acabar el curs acadèmic 2022-23, Alfred i l'estrella del futbol de TCU Max Duggan van ser nomenats com els 12 atletes de l'any de la Conferència.
Seleccionada per al Campionat del Món d'Atletisme de Budapest 2023, es va classificar per a la final dels 100 metres i va acabar en cinquè lloc. També va competir en els 200 metres als campionats, es va classificar per a la final i va acabar en quarta posició.

### 2024
El març de 2024 va guanyar l'or en els 60 metres al Campionat del Món d'Atletisme en pista coberta de 2024, a Glasgow, amb un temps líder mundial de 6,98 segons. Era la primera medalla obtinguda per un atleta de Saint Lucia en un campionat del món d'atletisme en pista coberta.
Als Jocs Olímpics d'Estiu de 2024, Alfred va guanyar la primera medalla per a Saint Lucia. Va aconseguir l'or a la cursa femenina de 100 metres, on també va registrar un nou rècord nacional amb un temps de 10.72 segons. Fou el primer cop des de Atenes 2004 en què la guanyadora de la prova no era una velocista de Jamaica. En la prova dels 200m, Alfred va aconseguir la medalla de plata, amb un temps de 22.08 segons i únicament superada per l'estatunidenca Gabrielle Thomas. Després de la gesta, es va declarar al país caribeny, el 24 de setembre (data del retorn de la campionat), com el dia de Julien Alfred.

## Marques personals
| Disciplina     | Marca    | Seu         | Data                 |
| -------------- | -------- | ----------- | -------------------- |
| 60m llisos     | 6.94 =AR | Albuquerque | 11 de març de 2023   |
| 100m llisos    | 10.72 NR | París       | 3 d'agost de 2024    |
| 200m llisos    | 21.86 NR | Londres     | 20 de juliol de 2024 |
| 4x100m relleus | 41.55    | Austin      | 8 de juny de 2023    |
| 4x400m relleus | 3:23.27  | Austin      | 1 d'abril de 2023    |

## Assoliments

### Competicions internacionals
| Any  | Competició                                     | Lloc                      | Pos.   | Prova      | Temps                   |
| ---- | ---------------------------------------------- | ------------------------- | ------ | ---------- | ----------------------- |
| 2016 | CARIFTA Games, sub-18                          | Saint George's, Grenada   | 5a     | 100 metres | 11.90                   |
| 2016 | CARIFTA Games, sub-18                          | Saint George's, Grenada   | 5a     | 200 metres | 25.34                   |
| 2017 | Commonwealth Youth Games                       | Nassau, Bahames           | 1a     | 100 metres | 11.56                   |
| 2018 | CARIFTA Games, sub-20                          | Nassau, Bahames           | 5a     | 100 metres | 11.68                   |
| 2018 | Jocs Olímpics de la Joventut                   | Buenos Aires, Argentina   | 2a     | 100 metres | 23.22                   |
| 2022 | Caribbean Games, sub-23                        | Basse-Terre, França       | 1a     | 100 metres | 11.07                   |
| 2022 | Campionat del Món d'Atletisme                  | Eugene, Estats Units      | – (sf) | 100 metres | desqualificada          |
| 2022 | Jocs de la Commonwealth                        | Birmingham, Regne Unit    | 2a     | 100 metres | 11.01                   |
| 2022 | Jocs de la Commonwealth                        | Birmingham, Regne Unit    | –      | 200 metres | no correguda            |
| 2023 | Jocs de Centre Amèrica i el Carib              | San Salvador, El Salvador | 1a     | 100 metres | 11.14                   |
| 2023 | Campionat del Món d'Atletisme                  | Budapest, Hongria         | 5a     | 100 metres | 10.93                   |
| 2023 | Campionat del Món d'Atletisme                  | Budapest, Hongria         | 4a     | 200 metres | 22.05                   |
| 2024 | Campionat del Món d'Atletisme en pista coberta | Glasgow, Regne Unit       | 1a     | 60 metres  | 6.98                    |
| 2024 | Jocs Olímpics d'Estiu de 2024                  | París, França             | 1a     | 100 metres | 10.72 (record nacional) |
| 2024 | Jocs Olímpics d'Estiu de 2024                  | París, França             | 2a     | 200 metres | 22.08                   |

### Títols de la NCAA
- Campionats femenins de pista coberta i a l'aire lliure de la divisió I de la NCAA
  - 100 metres: 2022
  - 4 × 100 metres relleus: 2022
- Campionat de pista coberta femení de la divisió I de la NCAA
  - 60 metres: 2023
  - 200 metres: 2023

## Premis i distincions
- Atleta de l'any nacional de pista coberta USTFCCCA: 2023[20]
- 12 Grans esportistes de l'any: 2023